# Cee
|  | No s'ha de confondre amb CEE. |

Cee és un municipi de la província de la Corunya a Galícia. Pertany a la Comarca de Fisterra.
| 4.060 | 5.151 | 5.945 | 7.531 | 7.344 |
| Fonts: INE i IGE (Els criteris de registre censal variaren i les dades de l'INE i de l'IGE poden no coincidir.) |       |       |       |       |

## Regions
- A Ameixenda (Santiago)
- Brens (Santa Baia)
- Cee (Santa María)
- Lires (San Esteban)
- A Pereiriña (San Xián)
- Toba (San Adrián)